# Щепановице (остановочный пункт)
Щепановице (пол. Szczepanowice) — остановочный пункт в деревне Щепановице в гмине Мехув, в Малопольском воеводстве Польши. Имеет 2 платформы и 2 пути.
Остановочный пункт на железнодорожной линии Варшава-Западная — Краков-Главный.